# Max de Terra
Max de Terra   (Zúric, 6 d'octubre de 1918 - Zollikon, 29 de desembre de 1982) va ser un pilot de curses automobilístiques suís que va arribar a disputar curses de Fórmula 1.

## A la F1
Max de Terra va participar en dues curses puntuables pel campionat de la F1. Va debutar en la tercera temporada de la història del campionat del món de la Fórmula 1, la corresponent a l'any 1952, disputant el 18 de maig el GP de Suïssa, que era la prova inaugural de la temporada. L'any següent, 1953, va tornar a disputar la cursa disputada al seu país, finalitzant-la en vuitena posició.
Fora del campionat de la F1 va disputar nombroses proves, amb millors resultats que a les curses oficials.

## Resultats a la Fórmula 1
| Any  | Equip          | Xassís        | Motor   | 1       | 2   | 3   | 4   | 5   | 6   | 7   | 8     | 9   | Posició | Punts |
| ---- | -------------- | ------------- | ------- | ------- | --- | --- | --- | --- | --- | --- | ----- | --- | ------- | ----- |
| 1952 | Alfred Dattner | Simca-Gordini | Simca   | SUI Ret | 500 | BEL | FRA | GBR | ALE | HOL | ITA   |     | -       | 0     |
| 1953 | Ecurie Espadon | Ferrari       | Ferrari | ARG     | 500 | HOL | BEL | FRA | GBR | ALE | SUI 8 | ITA | -       | 0     |

### Resum
| Curses: | Victòries: | Pòdiums: | Poles: | Voltes ràpides: | Punts: |
| ------- | ---------- | -------- | ------ | --------------- | ------ |
| 2       | 0          | 0        | 0      | 0               | 0      |